# Andy Cohen

Andrew Joseph Cohen (St. Louis, 2 de junho de 1968), mais conhecido como Andy Cohen, é um apresentador, produtor e escritor estadunidense. Ele é o apresentador e produtor executivo do talk show Watch What Happens Live with Andy Cohen.

## Filmografia

### Cinema
| Ano  | Título       | Papel     |
| ---- | ------------ | --------- |
| 2020 | The Stand In | Ele mesmo |

### Televisão
| Ano       | Título                           | Papel               | Notas                                     |
| --------- | -------------------------------- | ------------------- | ----------------------------------------- |
| 2004      | Sex and the City                 | Vendedor de sapatos | Episódio: "Let There Be Light"            |
| 2014      | Alpha House                      | Ele mesmo           | Episódio: "There Will Be Water"           |
| 2014      | The Comeback                     | Ele mesmo           | Episódio: "Valerie Makes a Pilot"         |
| 2015-2017 | Difficult People                 | Ele mesmo           | 2 episódios                               |
| 2016      | Inside Amy Schumer               | Ele mesmo           | Episódio: "Rubbing Our Clips"             |
| 2016      | Nightcap                         | Ele mesmo           | Episódio: "Babymaker"                     |
| 2017      | Unbreakable Kimmy Schmidt        | Ele mesmo           | Episódio: "Kimmy and the Trolley Problem" |
| 2018      | Riverdale                        | Ele mesmo           | Episódio: "Primary Colors"                |
| 2019      | The Other Two                    | Ele mesmo           | Episódio: "Chase Shoots a Music Video"    |
| 2020      | The Andy Cohen Diaries           | Ele mesmo           | 6 episódios                               |
| 2021      | The Prince                       | Ele mesmo           | 2 episódios                               |
| 2021      | The Premise                      | Ele mesmo           | Episódio: "The Ballad of Jesse Wheeler"   |
| 2022      | The Best Man: The Final Chapters | Ele mesmo           | Episódio: "Paradise"                      |
| 2023      | Gossip Girl                      | Ele mesmo           | Episódio: "I Am Gossip"                   |
| 2023      | History of the World, Part II    | Andy Khan           | Episódio: "VII"                           |
| 2023      | Moon Girl and Devil Dinosaur     | Isaac               | 2 episódios                               |
| 2023      | American Horror Story: Delicate  | Ele mesmo           | Episódio: "Multiply Thy Pain"             |